# Norwegische Meisterschaften in der Nordischen Kombination 2018/19

Norwegischer Skiverband

Die norwegischen Meisterschaften in der Nordischen Kombination 2018/19 fanden an zwei Wochenenden statt. So wurde der Sprint und der Gundersen-Wettkampf der Männer sowie der Gundersen-Wettkampf der Frauen am 17. und 18. November 2018 in Oslo und Beitostølen ausgetragen, während die jeweiligen Massenstart und Teamsprint-Wettbewerbe am 29. und 30. März 2019 in Oslo stattfanden. Während Jarl Magnus Riiber den Sprint und den Gundersen gewinnen konnte, gewann Jørgen Graabak den Meistertitel im Massenstart sowie den Teamsprint mit Espen Bjørnstad. Bei den Frauen gewann Gyda Westvold Hansen beide Einzelwettkämpfe und darüber hinaus auch den Teamsprint gemeinsam mit Marte Leinan Lund.

## Ergebnisse Männer

### Sprint (K 95 / 5 km)
Der Sprint fand am 17. November 2018 statt. Der Sprunglauf wurde auf dem Midtstubakken in Oslo veranstaltet, wohingegen die zwei Runden à 2500 Meter in Beitostølen gelaufen wurden. Es gingen 42 Athleten an den Start. Den besten Sprung zeigte der spätere Meister Jarl Magnus Riiber, während Magnus Moan die beste Laufzeit vorweisen konnte.
| Platz | Name                 | Verein        | Sprungpunkte | Laufzeit | Rückstand |
| ----- | -------------------- | ------------- | ------------ | -------- | --------- |
| 01.   | Jarl Magnus Riiber   | IL Heming     | 127,5        | 12:27.4  |           |
| 02.   | Espen Andersen       | Lommedalen IL | 118,0        | 12:28.6  | +039.2    |
| 03.   | Einar Lurås Oftebro  | IL Jardar     | 121,0        | 12:44.9  | +043.5    |
| 04.   | Harald Johnas Riiber | IL Heming     | 122,5        | 12:52.8  | +045.4    |
| 05.   | Magnus Moan          | Byåsen IL     | 105,5        | 11:57.9  | +058.5    |
| 06.   | Jan Schmid           | Sjetne IL     | 111,0        | 12:26.1  | +1:04.7   |
| 07.   | Jørgen Graabak       | Byåsen IL     | 106,5        | 12:10.8  | +1:07.4   |
| 08.   | Jens Lurås Oftebro   | IL Jardar     | 108,5        | 12:34.5  | +1:23.1   |
| 09.   | Simen Tiller         | Moelven IL    | 105,0        | 13:11.1  | +2:13.7   |
| 10.   | Simen Kvarstad       | Byåsen IL     | 117,0        | 13:59.7  | +2:14.3   |

### Gundersen (K 95 / 10 km)
Der Einzelwettkampf in der Gundersen-Methode fand am 18. November 2018 in Oslo und Beitostølen statt. Es gingen 40 Athleten an den Start. Die beste Sprungleistung zeigte Jarl Magnus Riiber, während Magnus Krog die beste Laufzeit vorweisen konnte. Norwegischer Meister wurde Jarl Magnus Riiber.
| Platz | Name                 | Verein       | Sprungpunkte | Laufzeit | Rückstand |
| ----- | -------------------- | ------------ | ------------ | -------- | --------- |
| 01.   | Jarl Magnus Riiber   | IL Heming    | 134,0        | 29:28.0  |           |
| 02.   | Jørgen Graabak       | Byåsen IL    | 110,0        | 28:43.6  | +051.6    |
| 03.   | Magnus Krog          | Høydalsmo IL | 104,5        | 28:22.4  | +052.4    |
| 04.   | Magnus Moan          | Byåsen IL    | 104,0        | 28:22.9  | +054.9    |
| 05.   | Jan Schmid           | Sjetne IL    | 110,0        | 28:52.8  | +1:00.8   |
| 06.   | Lars Buraas          | Hurdal IL    | 103,5        | 28:41.2  | +1:15.2   |
| 07.   | Einar Lurås Oftebro  | IL Jardar    | 118,0        | 30:02.8  | +1:38.8   |
| 08.   | Harald Johnas Riiber | IL Heming    | 116,0        | 30:06.7  | +1:50.7   |
| 09.   | Sindre Ure Søtvik    | Eldar IL     | 119,0        | 30:19.0  | +1:51.0   |
| 10.   | Truls Johansen       | Elverum Hopp | 098,5        | 29:20.5  | +2:14.5   |

### Massenstart (10 km / K 90)
Der Massenstart fand am 29. März 2019 in Oslo statt. Es kamen 34 Athleten in die Wertung. Meister wurde Jørgen Graabak.
| Platz | Name                 | Verein           | Gesamtpunktzahl |
| ----- | -------------------- | ---------------- | --------------- |
| 01.   | Jørgen Graabak       | Byåsen IL        | 123,3           |
| 02.   | Magnus Krog          | Høydalsmo IL     | 122,0           |
| 03.   | Lars Ivar Skårset    | Søre Ål IL       | 118,0           |
| 04.   | Harald Johnas Riiber | IL Heming        | 117,5           |
| 05.   | Espen Andersen       | Lommedalens IL   | 116,5           |
| 06.   | Espen Bjørnstad      | Byaasen Skiklubb | 115,3           |
| 07.   | Jan Schmid           | Sjetne IL        | 114,5           |
| 08.   | Sindre Ure Søtvik    | Eldar IL         | 111,8           |
| 09.   | Einar Lurås Oftebro  | IL Jardar        | 100,8           |
| 10.   | Jakob Sæthre         | Fossum IF        | 098,0           |

### Teamsprint
Der Teamsprint fand am 30. März 2019 in Oslo statt.
| Platz | Team              | Name                                 | Verein                     | Sprungpunkte | Laufzeit | Rückstand |
| ----- | ----------------- | ------------------------------------ | -------------------------- | ------------ | -------- | --------- |
| 01.   | Sør Trøndelag I   | Espen Bjørnstad Jørgen Graabak       | Byaasen Skiklubb Byåsen IL | 132,0        | 31:18    |           |
| 02.   | Akershus I        | Einar Lurås Oftebro Espen Andersen   | IL Jardar Lommedalens IL   | 122,5        | 31:23    | +0:43     |
| 03.   | Hedmark I         | Truls Johansen Simen Tiller          | Elverum Hopp Moelven IL    | 106,8        | 31:48    | +2:11     |
| 04.   | Sør Trøndelag II  | Simen Kvarstad Jan Schmid            | Byåsen IL Sjetne IL        | 118,8        | 32:43    | +2:17     |
| 05.   | Møre og Romsdal I | Aleksander Skoglund Andreas Skoglund | Molde og Omegn IF          | 115,5        | 32:45    | +2:33     |

## Ergebnisse Frauen

### Gundersen (K 95 / 5 km)
Der Einzelwettkampf in der Gundersen-Methode fand am 17. November 2018 in Oslo und Beitostølen statt. Es gingen zehn Athletinnen an den Start, von denen neun in die Wertung kamen. Norwegische Meisterin wurde Gyda Westvold Hansen.
| Platz | Name                 | Verein                | Sprungpunkte | Laufzeit | Rückstand |
| ----- | -------------------- | --------------------- | ------------ | -------- | --------- |
| 01.   | Gyda Westvold Hansen | IL Nansen             | 099,0        | 17:06.5  |           |
| 02.   | Ida Marie Hagen      | Haslum IL             | 065,0        | 16:05.7  | +1:15.2   |
| 03.   | Thea Minyan Bjørseth | Lensbygda Sportsklubb | 094,0        | 18:18.2  | +1:31.7   |
| 04.   | Marte Leinan Lund    | Tolga IL              | 072,0        | 17:42.2  | +2:23.7   |
| 05.   | Hanna Midtsundstad   | Vaaler IL             | 054,5        | 17:28.5  | +3:20.0   |

### Massenstart (5 km / K 90)
Der Massenstart fand am 29. März 2019 in Oslo statt. Es kamen 9 Athletinnen in die Wertung. Meisterin wurde Gyda Westvold Hansen.
| Platz | Name                 | Verein                | Gesamtpunktzahl |
| ----- | -------------------- | --------------------- | --------------- |
| 01.   | Gyda Westvold Hansen | IL Nansen             | 093,3           |
| 02.   | Thea Minyan Bjørseth | Lensbygda Sportsklubb | 085,5           |
| 03.   | Hanna Midtsundstad   | Vaaler IL             | 082,0           |
| 04.   | Marte Leinan Lund    | Tolga IL              | 076,8           |
| 05.   | Mari Leinan Lund     | Tolga IL              | 063,5           |

### Teamsprint
Der Teamsprint fand am 30. März 2019 in Oslo statt.
| Platz | Team       | Name                                   | Verein                      | Sprungpunkte | Laufzeit | Rückstand |
| ----- | ---------- | -------------------------------------- | --------------------------- | ------------ | -------- | --------- |
| 01.   | Hedmark I  | Gyda Westvold Hansen Marte Leinan Lund | Nansen IL Tolga IL          | 094,8        | 24:48    |           |
| 02.   | Hedmark II | Mari Leinan Lund Hanna Midtsundstad    | Tolga IL Vaaler IL          | 076,5        | 24:06    | +0:30     |
| 03.   | Oppland    | Thea Minyan Bjørseth Thea Øihaugen     | Lensbygda SK Gausdal Skilag | 079,0        | 26:26    | +2:40     |
| 04.   | Akershus   | Mille Marie Hagen Mille Moen Flatla    | Haslum IL                   | 055,0        | 28:50    | +6:40     |